# يوسف أنور (ملاكم عراقي)
يوسف أنور مواليد 25 أغسطس 1936، هو ملاكم عراقي محترف. شارك في دورة الألعاب الأولمبية الصيفية عام 1964.

## روابط خارجية
- يوسف أنور (ملاكم عراقي) على موقع أوليمبيديا (الإنجليزية)